# Tu non mi lascerai/Quando vedrò
Tu non mi lascerai/Quando vedrò è un 45 giri promozionale della cantante italiana Mina, pubblicato dall'etichetta discografica Ri-Fi nel 1969.

## Il disco
Poteva essere acquistato solo in edicola e non è mai stato commercializzato nei negozi di dischi o singolarmente. Si tratta infatti del primo di tre 45 giri riposti in un apposito contenitore denominato "Disco Strip". La confezione era una speciale tasca di plastica "appendibile", una sorta di "striscia" dotata di 3 scomparti trasparenti, ciascuno dei quali serviva a esporre e proteggere separatamente un disco, sovrapponibili tra loro per agevolarne il trasporto. Un cartoncino aggiunto in cima alla busta, informava dello straordinario prezzo di vendita a 1.000 Lire totali, quando il costo di ciascun supporto si aggirava intorno alle 800 Lire; un altro cartoncino in fondo riepilogava titoli e cantanti dei brani.
I due brani erano stati pubblicati da Mina già nel 1967, il lato A su singolo e poi nell'album 4 anni di successi, il lato B solo sull'album Sabato sera - Studio Uno '67.
Il "Disco Strip", catalogato Ri-Fi STP 92003, contiene solo singoli di Mina:
- STP 92003/1 disco 1: Tu non mi lascerai/Quando vedrò
- STP 92003/2 disco 2: Ebb Tide/El reloj
- STP 92003/3 disco 3: Tu non credi più/Nel fondo del mio cuore

Sul cartoncino in cima alla confezione, i titoli dei dischi 1 e 3 sono invertiti rispetto alle tracce sui supporti.
Ma soltanto il disco 3 era già stato pubblicato con le facciate scambiate (Nel fondo del mio cuore/Tu non credi più) e collocato da Ri-Fi nella prima uscita del formato "Disco Strip" (catalogo STP 92001), prodotta all'inizio del 1969.

## Tracce
Lato A
1. Tu non mi lascerai – 2:20 (testo: Leo Chiosso – musica: Giovanni D'Anzi, Michele Galdieri; edizioni musicali Curci) – 1967

Lato B
1. Quando vedrò – 3:27 (testo: Marisa Terzi [4] – musica: Carlo Alberto Rossi; edizioni musicali C.A. Rossi) – 1967